# (1441) Bolyai
(1441) Bolyai – planetoida z grupy pasa głównego asteroid okrążająca Słońce w ciągu 4 lat i 99 dni w średniej odległości 2,63 au. Została odkryta 26 listopada 1937 roku w Obserwatorium Konkolyego w Budapeszcie przez Györgya Kulina. Nazwa planetoidy pochodzi od Jánosa Bolyai (1802–1860), węgierskiego matematyka. Przed nadaniem nazwy planetoida nosiła oznaczenie tymczasowe (1441) 1937 WA.